# Tatakoto (comuna)
Tatakoto é uma comuna da Polinésia Francesa, no arquipélago de Tuamotu. Estende-se por uma área de 7 km², com  255 habitantes, segundo os censos de 2002, com uma densidade de 35 hab/km².